# Ballistura schoetti
Ballistura schoetti är en urinsektsart som först beskrevs av Dalla Torre 1895.  Ballistura schoetti ingår i släktet Ballistura, och familjen Isotomidae. Arten är reproducerande i Sverige.